# تسلیم من شو
«تسلیم من شو» (به انگلیسی: Give In to Me) ترانه‌ای از آلبوم خطرناک اثر مایکل جکسون می‌باشد. این ترانه در جدول موسیقی بریتانیا جایگاه دوم را به دست آورد و در جدول موسیقی نیوزیلند هم به مدت ۴ هفتهٔ متوالی، شمارهٔ یک بود.
جکسون برای ساخت این آهنگ، از گیتاریست سابق گروه گانز ان روزز، اسلش، کمک گرفت.
تک آهنگ «تسلیم من شو»، در شمال قاره آمریکا و آسیا منتشر نشد.